# تأثير ضوئي صوتي
التأثير الصوتي الضوئي أو التأثير الصوتي البصري (بالإنجليزية: Photoacoustic effect)‏ هو تشكيل موجات صوتية بعد إمتصاص الضوء في عينة من المواد. للحصول على هذا التأثير ، يجب أن تختلف شدة الضوء ، إما بشكل دوري أو في شكل ومضة واحدة.